# Japoneries d'automne
 (juin 2018).
Si vous disposez d'ouvrages ou d'articles de référence ou si vous connaissez des sites web de qualité traitant du thème abordé ici, merci de compléter l'article en donnant les références utiles à sa vérifiabilité et en les liant à la section « Notes et références ».
Japoneries d’automne, publié en 1889, est un ouvrage rassemblant les impressions de voyage de Pierre Loti, qui voyagea à plusieurs reprises au Japon entre 1885 et 1901.  

## Résumé
L’auteur brosse un portrait de ses pérégrinations dans l’archipel nippon, de Kobé à Kyoto, en passant par Yokohama ou encore la sainte montagne de Nikko. Foisonnant de détails, ce journal de voyage traduit la fascination de Pierre Loti pour le Japon, à une époque où le pays commence à s’ouvrir vers l’extérieur, avec l’ère Meiji (1868-1912).